# Коламбус (Тексас)
Коламбус (енгл. Columbus) град је у америчкој савезној држави Тексас. По попису становништва из 2010. у њему је живело 3.655 становника.

## Демографија
Према попису становништва из 2010. у граду је живело 3.655 становника, што је 261 (6,7%) становника мање него 2000. године.
| Група             | 2000.         | 2010.         |
| Белци             | 2.399 (61,3%) | 2.073 (56,7%) |
| Афроамериканци    | 781 (19,9%)   | 653 (17,9%)   |
| Азијати           | 13 (0,3%)     | 19 (0,5%)     |
| Хиспаноамериканци | 690 (17,6%)   | 889 (24,3%)   |
| Укупно            | 3.916         | 3.655         |